# 永遠的朋友典藏精選
《永遠的朋友典藏精選》是環球唱片為上華的歌手，發的一系列精選輯，於2007年2月14日發行。

## 專輯簡介
國語歌壇的慣例，歌手跳槽後，前東家例行性的精選輯。
此張精選輯有別於以往，特別加送一張DVD。
CD曲目是直接採自2000年發行的《流金十載－許茹芸全記錄》精選輯；
DVD則是99年4月發行的《許茹芸<->1999你是最愛 珍愛大碟》。

## CD曲目
- 1、如果雲知道
- 2、美夢成真
- 3、我依然愛你
- 4、愛情電影 feat.熊天平
- 5、淚海
- 6、獨角戲
- 7、執著
- 8、愛在黑夜
- 9、突然想愛你
- 10、日光機場
- 11、看透
- 12、鄰居
- 13、沙漏
- 14、我有一簾幽夢
- 15、破曉
- 16、Don't say goodbye

## DVD曲目
- 1、Don't say goodbye
- 2、我依然愛你（演唱會版）
- 3、美夢成真（演唱會版）
- 4、日光機場
- 5、如果雲知道（演唱會版）
- 6、淚海
- 7、欲哭無淚
- 8、你是最愛
- 9、獨角戲
- 10、不愛我放了我
- 11、啤酒咖啡
- 12、突然想愛你
- 13、看透
- 14、沙漏
- 15、愛在黑夜
- 16、秘密
- 17、哭牆（粵語）
- 18、破曉